# Concilio de Vézelay
El 31 de marzo de 1146, el abad francés Bernardo de Claraval predicó en Vézelay para fomentar el apoyo a la Segunda Cruzada. 

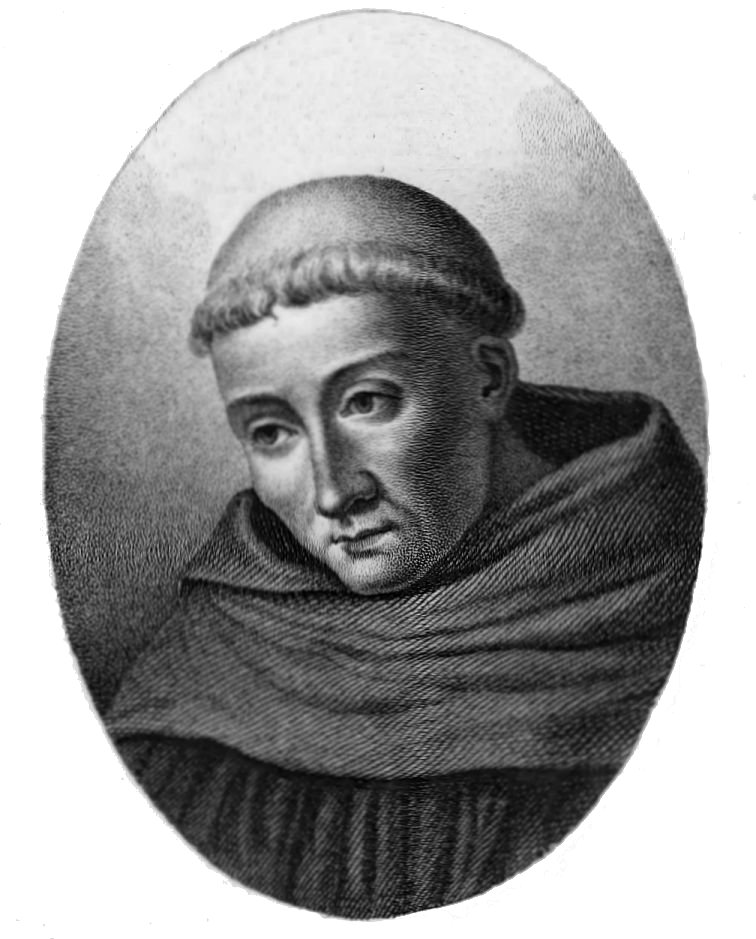
Bernardo de Claraval

## Antecedentes
Las noticias de Tierra Santa alarmaron a la Cristiandad. Los cristianos habían sido derrotados en el Sitio de Edesa y la mayor parte de la zona había caído en manos de la Turcos Seljuk. El Reino de Jerusalén y los demás Estados cruzados se vieron amenazados por un desastre similar. Las diputaciones de los obispos del Armenia solicitaron ayuda al papa, y el rey de Francia Luis VII también envió embajadores.

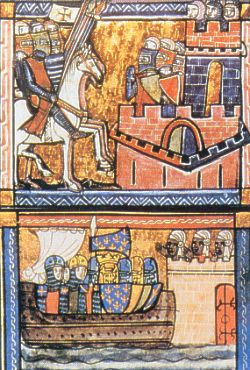
Luis VII de Francia

## Localización

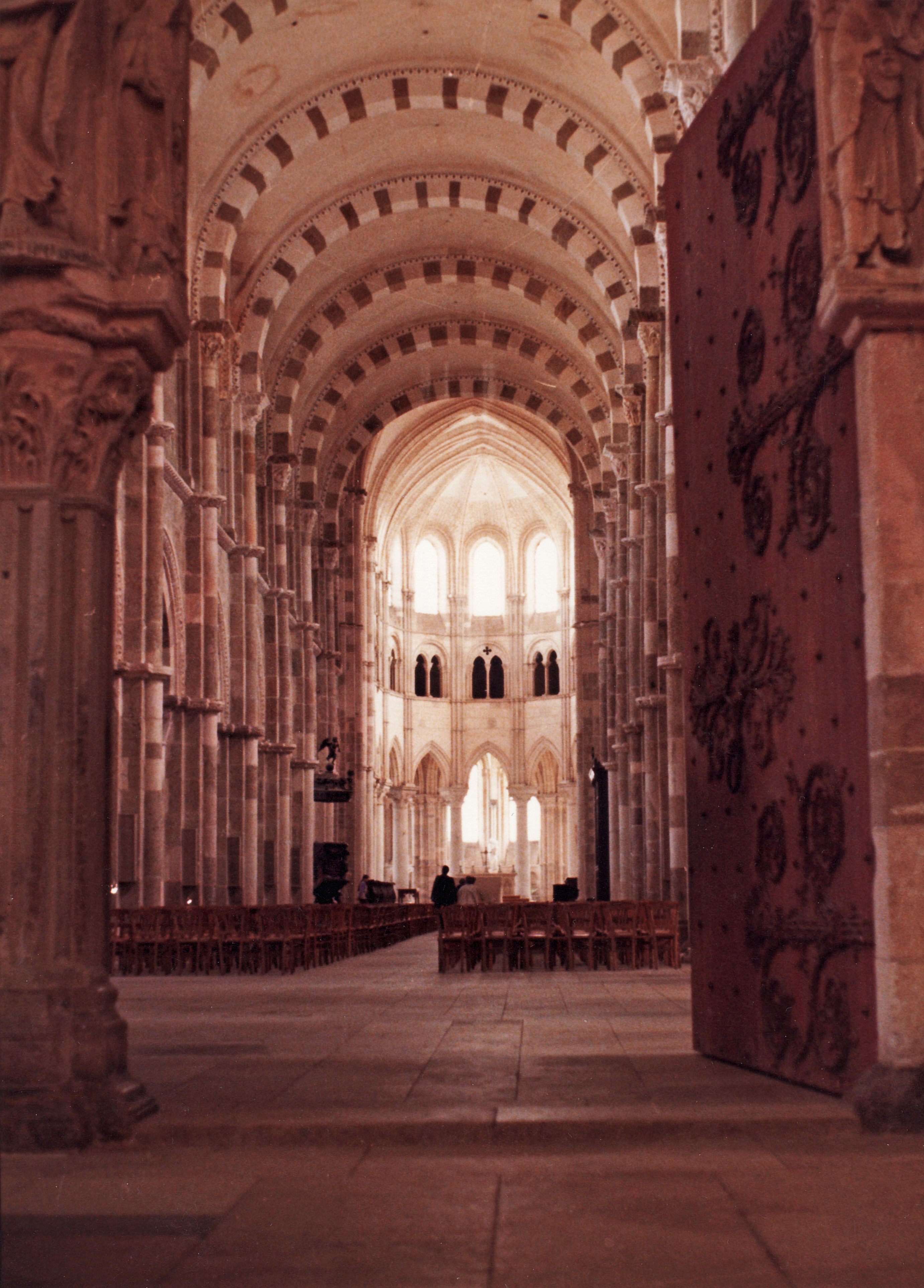
Abadía de Vézelay

La ubicación de Vézelay en la cima de una colina ha hecho que sea un sitio obvio para una ciudad desde la antigüedad.  En el siglo IX, los benedictinos recibieron un terreno para construir un monasterio durante el reinado de Carlos el Calvo. Según la leyenda, no mucho antes del final del primer milenio un monje llamado Baudillon llevó a Vézelay reliquias (huesos) de María Magdalena desde Saint-Maximin-la-Sainte-Baume.
En 1058, el Papa Esteban IX confirmó la autenticidad de las reliquias, lo que dio lugar a una afluencia de peregrinos que ha continuado hasta nuestros días. La abadía de Vézelay era también un importante punto de partida para los peregrinos del Camino de Santiago hacia Santiago de Compostela, uno de los más importantes centros de peregrinación medievales. Este hecho era crucial para atraer a los peregrinos y la riqueza que aportaban a la ciudad.

## Evento

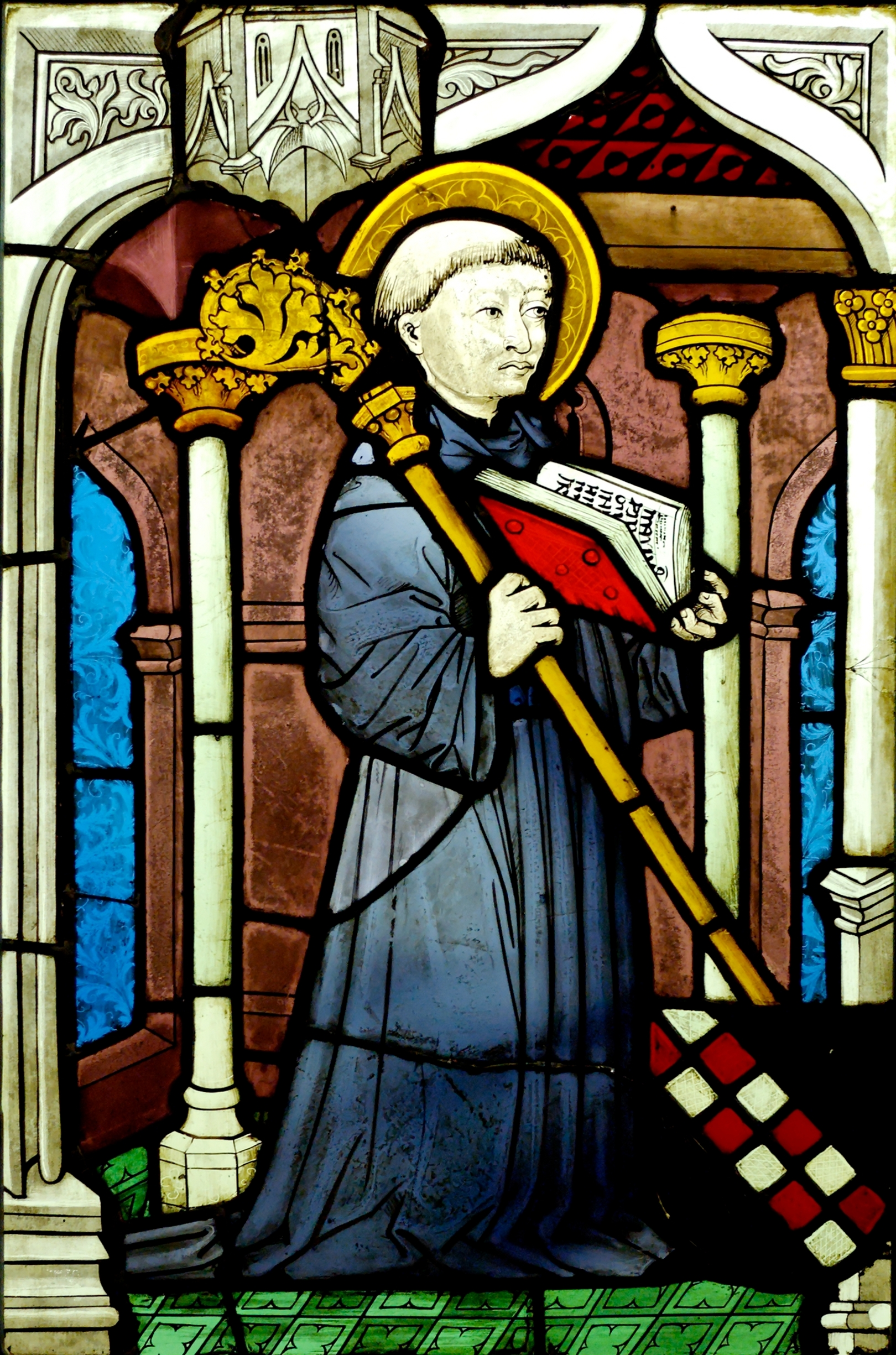
San Bernardo en vidrieras del Alto Rin, c. 1450

En 1144 el Papa, Eugenio III encargó al abad francés Bernardo de Claraval que predicara la Segunda Cruzada, y concedió para ella las mismas indulgencias que el Papa Urbano II había concedido a la Primera Cruzada. Se convocó un parlamento en Vezelay en Borgoña en 1146, y Bernardo predicó ante la asamblea el 31 de marzo. Luis VII de Francia, su esposa, Leonor de Aquitania, y los príncipes y señores presentes se postraron a los pies de Bernardo para recibir la cruz de los peregrinos.
La multitud era tan numerosa que se erigió una gran plataforma en una colina fuera de la ciudad. El texto completo no ha sobrevivido, pero un relato contemporáneo dice que "su voz sonó por la pradera como un órgano celestial" Cuando Bernardo terminó la multitud se alistó en masa; supuestamente se quedaron sin telas para hacer cruces. Se dice que Bernardo se despojó de su propia túnica y comenzó a rasgarla en tiras para hacer más. Otros siguieron su ejemplo y se supone que él y sus ayudantes seguían produciendo cruces al caer la noche.

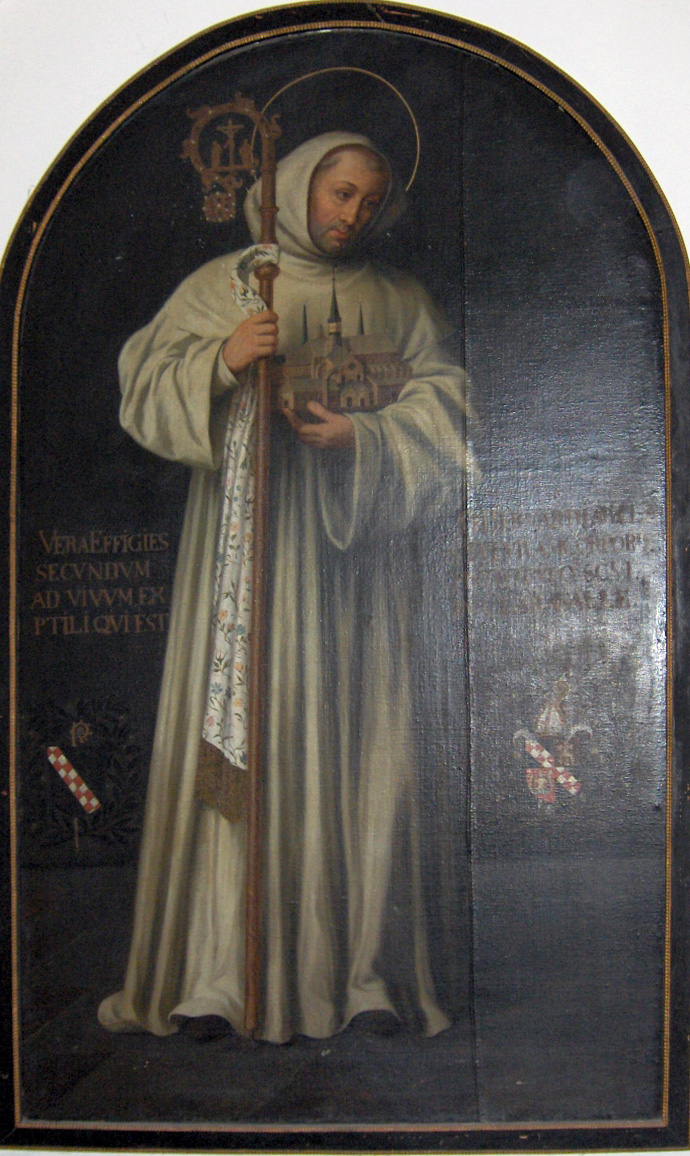
Bernardo de Claraval, verdadera efigie de Georg Andreas Wasshuber (1650-1732)

A pesar de su gran celo, Bernardo no era por naturaleza un fanático ni un perseguidor. Al igual que en la Primera Cruzada, la predicación condujo inadvertidamente a ataques contra judíos; un monje francés fanático llamado Rudolf aparentemente inspiró masacres de judíos en Renania, Colonia, Maguncia, Worms y Speyer, alegando Rudolf que los judíos no contribuían económicamente al rescate de Tierra Santa. Bernardo, el Arzobispo de Colonia y el Arzobispo de Maguncia se opusieron vehementemente a estos ataques, por lo que Bernardo viajó desde Flandes a Alemania para tratar el problema y calmar a las turbas. Bernardo encontró entonces a Rodolfo en Maguncia y pudo silenciarlo, devolviéndolo a su monasterio.
El castillo de Vezelay no pudo contener las multitudes que se agolparon para escuchar la ferviente elocuencia de Bernardo. El predicador, con el rey de Francia Luis VII a su lado, que llevaba la cruz de forma llamativa en su vestido, subió a una plataforma de madera. Al final de su arenga, toda la asamblea estalló en gritos tumultuosos: ¡La Cruz, la Cruz! Se agolparon en el estrado para recibir la santa insignia; el predicador se vio obligado a esparcirla entre ellos, en lugar de entregársela a cada uno. Pronto se agotaron las existencias. Bernardo rompió su propio vestido para satisfacer a los ansiosos reclamantes. Por primera vez, los dos mayores soberanos de la cristiandad, el emperador y el rey de Francia, se embarcaron en la causa. Luis había aparecido en Vezelay; estaba tomando medidas para la
Al principio no había prácticamente ningún entusiasmo popular por la cruzada, como había ocurrido en 1095. A Bernardo le pareció oportuno insistir en la toma de la cruz como un potente medio para obtener la absolución de los pecados y alcanzar la gracia. El 31 de marzo, con la presencia del rey Luis VII de Francia, predicó ante una enorme multitud en un campo de Vézelay, pronunciando "el discurso de su vida". El texto completo no se ha conservado, pero un relato contemporáneo dice que "su voz resonó por la pradera como un órgano celestial".
James Meeker Ludlow describe la escena de forma romántica en su libro The Age of the Crusades:

Se erigió una gran plataforma en una colina a las afueras de la ciudad. El rey y el monje estaban juntos, representando la voluntad combinada de la tierra y el cielo. El entusiasmo de la asamblea de Clermont en 1095, cuando Pedro el Ermitaño y Urbano II lanzaron la primera cruzada, fue igualado por el santo fervor inspirado por Bernardo al gritar: "¡Oh, vosotros que me escucháis! Apresuraos a aplacar la ira del cielo, pero no imploréis más su bondad con vanas quejas. Revestíos de tela de saco, pero cubríos también con vuestros impenetrables bucklers. El estruendo de las armas, el peligro, los trabajos, las fatigas de la guerra, son las penitencias que Dios os impone ahora. Apresuraos, pues, a expiar vuestros pecados con victorias sobre los infieles, y que la liberación de los lugares santos sea la recompensa de vuestro arrepentimiento." ¡Como en la antigua escena, el grito "Deus vult! Deus vult! " rodó por los campos, y se hizo eco de la voz del orador: "Maldito sea quien no manche su espada con sangre". 

Cuando Bernard terminó, la multitud se alistó en masa; supuestamente se quedaron sin tela para hacer cruces. Se dice que Bernardo se despojó de su propia túnica y comenzó a rasgarla en tiras para hacer más. Otros siguieron su ejemplo y se supone que él y sus ayudantes seguían produciendo cruces al caer la noche.
A diferencia de la Primera Cruzada, la nueva empresa atrajo a la realeza, como Eleanor de Aquitania, reina de Francia; Teodorico de Alsacia, Conde de Flandes; Henry, el futuro Conde de Champaña; el hermano de Luis Roberto I de Dreux; Alfonso I of Toulouse; Guillermo II de Nevers; Guillermo de Warenne, tercer conde de Surrey; Hugo VII de Lusignan, Yves II, conde de Soissons; y numerosos otros nobles y obispos. Pero una muestra de apoyo aún mayor fue la del pueblo llano. Bernardo escribió al Papa unos días después: Las ciudades y los castillos están ahora vacíos. No queda un hombre por cada siete mujeres, y en todas partes hay viudas por cada marido que aún vive.